# برنادت شیراک
برنادت شیراک (به فرانسوی: Bernadette Chirac) (متولد ۱۸ مه ۱۹۳۳ در پاریس)، یک سیاست‌مدار و بانوی اول سابق اهل فرانسه است.